# Sebastiano Parolini
Sebastiano Parolini (* 9. Februar 1998 in Alzano Lombardo) ist ein italienischer Leichtathlet, der sich auf den Langstreckenlauf spezialisiert hat. 2024 wurde er mit der italienischen Mixed-Staffel in Antalya Crosslauf-Europameister.

## Sportliche Laufbahn
Erste internationale Erfahrungen sammelte Sebastiano Parolini bei den Crosslauf-Europameisterschaften 2017 in Šamorín, bei denen er nach 19:44 min den 52. Platz im U20-Rennen belegte. 2019 gelangte er bei den U23-Europameisterschaften in Gävle in 14:32,72 min auf den 14. Platz im 5000-Meter-Lauf und im Dezember wurde er bei den Crosslauf-Europameisterschaften in Lissabon nach 25:11 min 17. im U23-Rennen und sicherte sich in der Teamwertung die Silbermedaille hinter dem französischen Team. Bei den Crosslauf-Europameisterschaften 2024 in Antalya siegte er in 18:02 min gemeinsam mit Marta Zenoni, Sintayehu Vissa und Pietro Arese in der Mixed-Staffel.
2024 wurde Parolini italienischer Meister im Crosslauf.

## Persönliche Bestleistungen
- 1500 Meter: 3:41,06 min, 30. Juli 2022 in Lignano Sabbiadoro
- 2000 Meter: 5:07,18 min, 13. April 2024 in Brescia
- 3000 Meter: 7:48,93 min, 19. Juni 2024 in Nembro
  - 3000 Meter (Halle): 8:05,21 min, 20. Januar 2024 in Padua
- 5000 Meter: 13:45,08 min, 29. Juni 2024 in La Spezia